# 冬の磁石
『冬の磁石』（ふゆのじしゃく）は、キンモクセイの13作目のシングル。2005年11月30日発売。発売元はBMGファンハウス。

## 解説
TBS系『王様のブランチ』2005年12月-2006年1月度エンディングテーマ。
PVには宮崎あおいが出演している。

## トラック
1. 冬の磁石 [4:36]
（作詞:伊藤俊吾、作曲:後藤秀人、編曲:澤近泰輔）
2. 優しい人になりたい [3:25]
（作詞・作曲: 伊藤俊吾、編曲:キンモクセイ）
3. 冬の磁石 [オリジナル・カラオケ]
4. 優しい人になりたい [オリジナル・カラオケ]

## 収録アルバム
- 13月のバラード (#1)
- ベスト・コンディション 〜kinmokusei single collection〜 (#1,2)